# La Nina i el secret de l'eriçó
La Nina i el secret de l'eriçó (títol original en francès, Nina et le Secret du hérisson) és una pel·lícula d'animació francesa de 2023 dirigida per Alain Gagnol i Jean-Loup Felicioli. S'ha doblat i subtitulat al català.

## Sinopsi
A la Nina li encanta escoltar les històries que el seu pare li explica abans d’anar a dormir, sobretot les d'un eriçó molt espavilat que viatja pel món. Un vespre, el seu pare deixa d'explicar-li contes. Està trist perquè ha perdut la seva feina, però la Nina i el seu millor amic crearan un pla perquè pugui recuperar la feina i la felicitat.

## Repartiment de veu
- Audrey Tautou: Camille
- Guillaume Canet: Vincent
- Guillaume Bats: l'eriçó
- Patrick Ridremont: Lupin
- Loan Longchamp: Nina
- Keanu Peyran: Mehdi
- Saabo Balde: Sami
- Hugues Boucher: Gustavo
- Julie Carli: Madame Kovacs
- Noé Chabbat: Mehdi de petit
- Nada El Belkasmi: Nadia
- Ève Lorrain: Nina de petita
- Saeed Mirzaei Fard: Yassine